# Либијано (Пиза)
Либијано је насеље у Италији у округу Пиза, региону Тоскана.
Према процени из 2011. у насељу је живело 50 становника. Насеље се налази на надморској висини од 446 м.